# Malgassesia seyrigi
Malgassesia seyrigi là một loài bướm đêm thuộc họ Sesiidae. Loài này có ở miền bắc Madagascar.